# SN 1987A

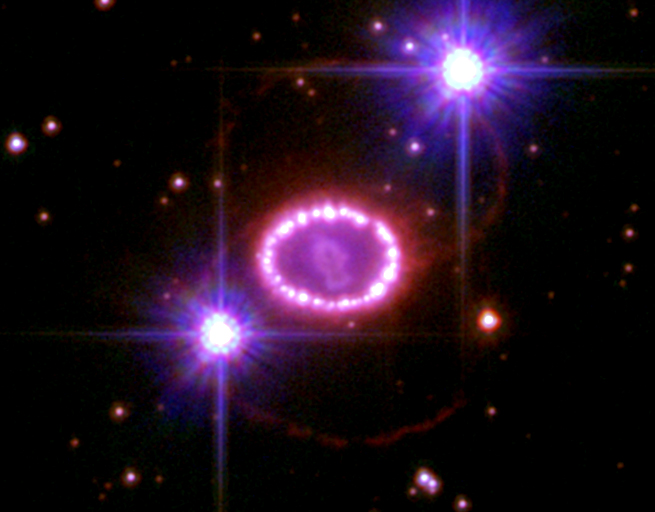
Вигляд SN 1987A, який передав «Габбл» через 20 років після вибуху

SN 1987A — наднова, яка спалахнула у Великій Магеллановій Хмарі, приблизно за 50 кілопарсек від Сонця. Світло спалаху досягло Землі 23 лютого 1987 року. Оскільки це була перша наднова, що спостерігалась 1987 року, вона отримала позначення SN 1987A. У максимумі блиску її було видно неозброєним оком, максимальна видима зоряна величина +3m. Це найближчий та один з найяскравіших спалахів наднової з часів винаходу телескопу. SN 1987A є надновою типу II, що утворюються на кінцевому етапі з одиночних масивних зір. 
SN 1987A вперше дозволила підтвердити безпосередніми спостереженнями радіоактивне джерело енергії для випромінювання видимого світла, адже вчені спостерігали передбачуване гамма-випромінювання від двох поширених радіоактивних ізотопів. Це довело радіоактивну природу тривалого світіння наднових зір після спалаху.

## Відкриття
SN 1987A була незалежно відкрита Яном Шелтоном (Ian Shelton) та Оскаром Дугальде (Oscar Duhalde) на обсерваторії Лас-Кампанас в Чилі 24 лютого 1987 року і в межах 24 годин Альбертом Джонезом (Albert Jones) в Новій Зеландії. Подальші дослідження показали, що яскравість наднової почала швидко зростати ще раніше, 23 лютого.  4–12 березня 1987 року, вона була спостережена із космосу радянським телескопом Астрон, на той час найбільшим ультрафіолетовим космічним телескопом.

## Зоря-попередник та спалах

Вигляд залишку наднової за 9 років, з 1994 до 2003, за спостереженнями телескопа Хабла

Через чотири дні після того, як подія була зареєстрована, зірка-попередник була попередньо визначена як  Sanduleak −69° 202 (Sk -69 202), блакитний надгігант із масою близько 17 M☉. Після того, як наднова зникла, ця ідентифікація була остаточно підтверджена, оскільки Sk −69 202 зникла. Можливість того, що блакитний надгігант породжує наднову, вважалася несподіванкою, і це підтвердження призвело до подальших досліджень, які ідентифікували більш ранню наднову з прародителем блакитного надгіганта.
Деякі моделі попередника SN 1987A пояснювали синій колір переважно його хімічним складом, а не еволюційним етапом, зокрема низьким рівнем важких елементів. Існували деякі припущення, що зірка могла злитися із зорею-компаньйоном до наднової. Однак зараз широко зрозуміло, що блакитні надгіганти є природними прабатьками деяких наднових (до цієї події вважалось, що спалахувати як наднові можуть лише червоні надгіганти), хоча все ще існують припущення, що еволюція таких зірок може вимагати втрати маси за участю подвійного супутника.

## Нейтринний спалах
Приблизно за 3 години до візуального спалаху нейтринні обсерваторії Kamiokande II, IMB та Баксан зареєстрували спалах нейтрино, що тривав менше 13 секунд. Хоча за цей час було зареєстровано всього 24 нейтрино та антинейтрино, це суттєво перевищило фон. Це був перший випадок реєстрації нейтрино від спалаху наднової. За сучасними уявленнями, нейтрино виносять близько 99 % енергії, що виділяється під час спалаху. Всього утворилося близько 1058 нейтрино із загальною енергією приблизно 1046 джоулів.
Нейтрино та антинейтрино досягли Землі майже одночасно, що стало підтвердженням загальноприйнятої теорії, за якою гравітаційні сили діють на матерію та антиматерію однаково.

## Залишки наднової

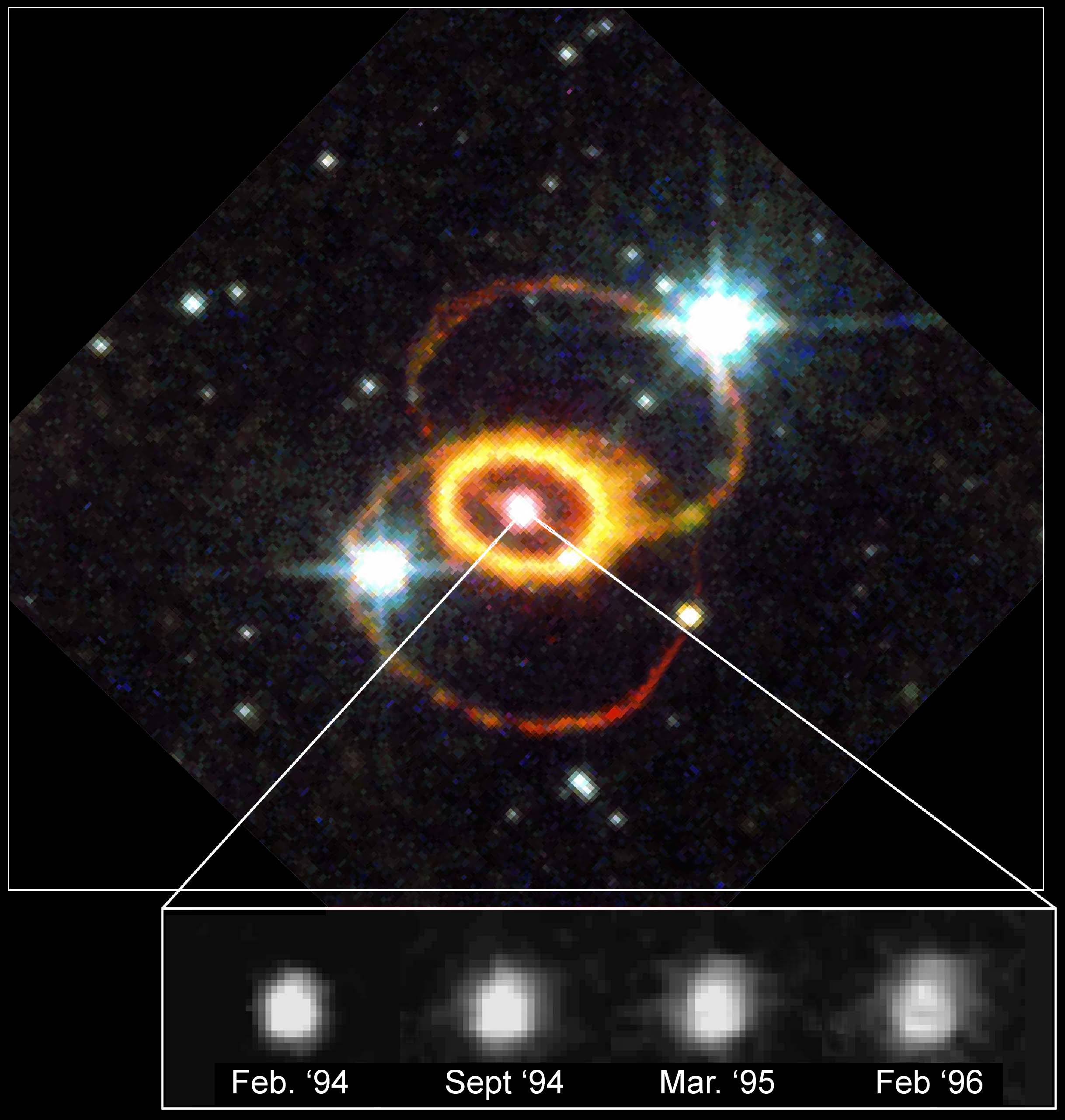

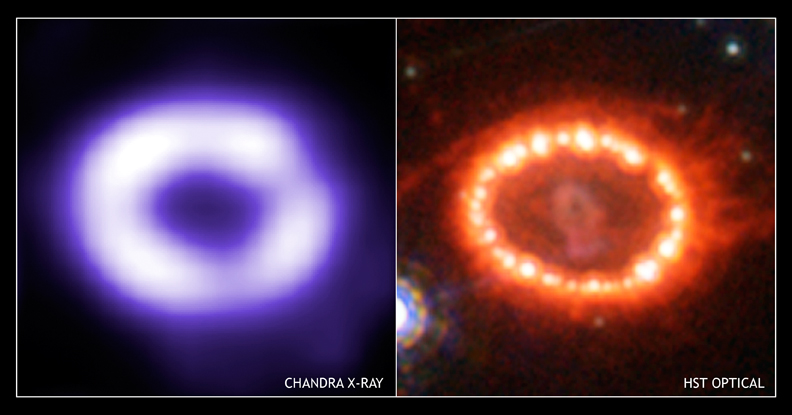
Залишок наднової SN 1987A, що розширюється, та його взаємодія з навколишнім середовищем. Зображення у рентгенівських променях (Чандра) та і у видимому світлі (Хаббл).

Залишок SN 1987A є об'єктом пильної уваги. Цікавою особливістю є два симетрично розташованих не надто яскравих кільця, які відкрито 1994 року. Їх походження не до кінця зрозуміле.
2020 року астрономи нарешті знайшли ядро зорі, що сколапсувала, яке стало нейтронною зорею, як і мало бути відповідно до моделей цього явища. Відкриття здійснили завдяки спостереженню телескопа ALMA.